# 开华街道
开华街道，是中华人民共和国贵州省毕节市威宁彝族回族苗族自治县下辖的一个街道办事处。
2019年8月8日，设置开华街道，辖原五里岗街道的的开华社区、梨银社区、骑龙社区、红山社区、和平社区。

## 行政区划
开华街道下辖以下地区：
开华社区、梨银社区、骑龙社区、红山社区、和平社区。